# Iniciativa Liberal
A Iniciativa Liberal (IL) é um partido político português de índole liberal, que defende a liberalização económica, política e cultural. Fundado em 2017, concorreu às suas primeiras eleições nas europeias de 2019. O espectro político da IL é definido como sendo de direita.
Desde então, o partido registou um crescimento eleitoral constante. Nas legislativas de 2019 elegeu o seu primeiro deputado, João Cotrim de Figueiredo, pelo círculo de Lisboa, com 1,29% dos votos nacionais. Nas legislativas de 2022 subiu para oito deputados (4,91%), tornando-se a quarta força parlamentar. Nas legislativas antecipadas de 18 de maio de 2025 alcançou 5,36% dos votos e passou a dispor de nove lugares.
A nível europeu, a IL integra a ALDE e, nas europeias de 2024, garantiu dois lugares no Parlamento Europeu.
Com origem na associação cívica «Iniciativa Liberal», criada em Setembro de 2016, o partido foi registado no Tribunal Constitucional a 13 de dezembro de 2017. O seu programa assenta nos princípios do liberalismo e organiza-se em três eixos: «Modernizar o Estado», «Recuperar a Confiança nas Instituições» e «Romper a Estagnação Económica», propondo, entre outras medidas, a simplificação e redução da carga fiscal, a transferência total ou parcial das participações do Estado em empresas estatais (como TAP, CGD, RTP ou CP), a promoção da concorrência, universalidade, e da liberdade de escolha em sectores como saúde e educação sob regulação independente, e o reforço dos direitos, liberdades e garantias fundamentais..
Em termos de liderança, Carlos Guimarães Pinto presidiu ao partido de 2018 a 2019, sendo sucedido por João Cotrim de Figueiredo (2019 a 2023) e Rui Rocha (2023 a 2025). Após a demissão de Rui Rocha, o ex-secretário-geral Miguel Rangel assumiu a presidência em regime interino até à X convenção nacional, onde Mariana Leitão assumiu a presidência do partido. 

## História
A IL nasceu com a criação da Associação Iniciativa Liberal em setembro de 2016, baseada na discussão do Manifesto Liberal de Oxford (1947). Este serviu de base ao manifesto e à declaração de princípios do partido. O manifesto "Portugal Mais Liberal" foi elaborado de forma colaborativa e recorrendo ao princípio da democracia digital.
Em setembro de 2017, foram entregues no Tribunal Constitucional 8176 assinaturas (acima das 7500 exigidas por lei) necessárias à formalização do partido. A 26 de novembro de 2017, foi realizada a Convenção Fundadora do partido, na cidade do Porto. A sua inscrição no registo dos partidos políticos portugueses foi aceite pelo Tribunal Constitucional a 13 de dezembro de 2017. A IL conta com quatro participações em congressos da Aliança dos Liberais e Democratas pela Europa, família política europeia na qual se insere: 2016 em Varsóvia, 2017 em Amesterdão, em 2018 em Madrid e em 2019 em Atenas. A IL concorreu aos três atos eleitorais em Portugal em 2019: as eleições europeias, as eleições regionais da Madeira e as eleições legislativas.
A 23 de agosto de 2018, o presidente do partido, Miguel Ferreira da Silva, demitiu-se após ter emergido que a página do partido no Facebook fora inicialmente criada como página de apoio a António Costa nas primárias do Partido Socialista em 2014. A 13 de outubro de 2018, na II Convenção Nacional em Montemor-o-Velho, foram eleitos novos órgãos do partido, tendo tomado posse como presidente Carlos Guimarães Pinto.
A 25 de novembro de 2018, no aniversário do golpe militar falhado de 1975, a Iniciativa Liberal celebrou o fim do Processo Revolucionário em Curso, comemorando, segundo as palavras do seu presidente, "o dia em que Portugal se livrou de passar de uma ditadura de direita para uma de esquerda".
Em 2019, nas primeiras eleições para o Parlamento Europeu e nas eleições da Assembleia Legislativa da Madeira a que concorreu, não alcançou a eleição de qualquer deputado.
A 6 de outubro de 2019, nas primeiras Eleições Legislativas a que concorreu, conseguiu a eleição de um deputado, João Cotrim de Figueiredo, pelo círculo eleitoral de Lisboa. O então presidente da Comissão Executiva, Carlos Guimarães Pinto, não logrou a eleição pelo círculo do Porto e abandonou a presidência do partido. Consequentemente, a 8 de dezembro de 2019, teve lugar a III Convenção Nacional do partido, em Pombal, em que foi eleita uma nova Comissão Executiva, liderada por João Cotrim de Figueiredo, para o mandato 2019–2021.
A 25 de julho de 2020, Tiago Mayan Gonçalves, presidente do Conselho de Jurisdição da IL, anunciou a sua candidatura às eleições presidenciais de 2021 com o apoio declarado do partido, tendo alcançado 3,2% dos votos.
A 25 de outubro de 2020, Nuno Barata foi eleito deputado pelo círculo de compensação nas Eleições à Assembleia Legislativa dos Açores, tomando posse a 16 de novembro de 2020. Estabeleceu um acordo de incidência parlamentar com o PSD-Açores, viabilizando a formação do XIII Governo Regional dos Açores, liderado por José Manuel Bolieiro, que, tendo perdido as eleições regionais, estabeleceu uma coligação com o CDS-PP e o PPM com vista a substituir o governo regional liderado por Vasco Cordeiro.
Em 2020, foram realizadas duas convenções nacionais, a IV, para aprovar alterações aos estatutos do partido, a 15 de novembro, e a V, a 12 de dezembro, com vista à eleição de todos os órgãos estatutários do partido, exceto a Comissão Executiva. Ambas as convenções foram realizadas por videoconferência devido à pandemia de Covid-19.
A 25 de Abril de 2021, o partido celebrou a Revolução dos Cravos e o 47.º aniversário do fim do Estado Novo, marchando pela Avenida da Liberdade. A participação do partido neste evento gerou controvérsia entre partidos e movimentos de esquerda.
A 26 de Setembro de 2021, o partido participou nas suas primeiras Eleições autárquicas. Concorreu a 53 câmaras, candidatando-se 46 a nível independente e em coligação em 7. Elegeu 25 deputados municipais, 1 presidente de câmara apoiado, Rui Moreira no Porto, e 1 presidente de junta, Tiago Mayan Gonçalves, com 1,29% dos votos, somando mais de 60 mil votantes.
A 11 de dezembro de 2021, realizou-se a VI Convenção Nacional do partido, em Lisboa, tendo sido reeleito João Cotrim de Figueiredo como presidente da Comissão Executiva para o mandato 2021–2023.
A 30 de janeiro de 2022, obteve 4,91% dos votos nas eleições legislativas antecipadas desse ano, logrando eleger oito deputados e formando, pela primeira vez, um grupo parlamentar e tornando-se a 4.ª força política nacional.
A 2 de junho de 2022, voltou a receber o estatuto de full member no partido europeu ALDE, por unanimidade, no Congresso de Dublin.
Em outubro de 2022, o presidente da Comissão Executiva, João Cotrim de Figueiredo, anunciou a antecipação das eleições internas em um ano, como forma de harmonizar os mandatos de todos os órgãos do partido, e anunciou que não seria candidato ao cargo de presidente da comissão executiva, alegando razões pessoais e a necessidade de o partido assumir uma abordagem mais popular, como forma de chegar a mais públicos. A VII Convenção Nacional do partido foi então marcada para os dias 21 e 22 de janeiro de 2023, em Lisboa, tendo os deputados Rui Rocha e Carla Castro anunciando as respetivas candidaturas à presidência da Comissão Executiva, sendo a primeira vez que existem no partido duas listas à Comissão Executiva.
A 22 de janeiro de 2023, na VII Convenção Nacional do partido, Rui Rocha foi eleito presidente da Comissão Executiva da IL para o mandato 2023–2025.
Em setembro de 2023, a IL elegeu pela primeira vez um deputado, Nuno Morna, nas Eleições à Assembleia Legislativa da Madeira, alcançando 2,63% dos votos. Apesar da disponibilidade manifestada para estabelecer um acordo com a coligação PSD/CDS, que venceu as eleições sem maioria absoluta, o PSD Madeira optou por um acordo de incidência parlamentar com o PAN, pelo que a IL se considerou «desobrigada de responsabilidades» e apenas se compromete a avaliar propostas «caso a caso», limitando-se a fazer «oposição construtiva».
A Iniciativa Liberal surge de um jantar no dia 23 de dezembro de 2015 entre os fundadores Alexandre Krauss, Bruno Horta Soares e Rodrigo Saraiva, no restaurante Cisterna, em Lisboa. É constituida enquanto associação a 20 de setembro de 2016, baseada na discussão do Manifesto Liberal de Oxford. Em setembro de 2017, foram entregues 8176 assinaturas ao Tribunal Constitucional, tornando-se, enquanto partido, oficialmente formado a 13 de dezembro de 2017.
| Nome               | Retrato |
| ------------------ | ------- |
| Alexandre Krauss   |         |
| Rodrigo Saraiva    |         |
| Bruno Horta Soares |         |

## Órgãos Nacionais

#### Direção
O Presidente da Iniciativa Liberal é a figura política mais importante do partido. O cargo é atualmente ocupado por Rui Rocha. De acordo com o artigos 15.º e 17.º dos Estatutos do partido, a Comissão Executiva é eleita em lista e por sufrágio universal pela Convenção Nacional. O Presidente encabeça a Comissão Executiva, e de acordo com o artigo 18.º dos Estatutos do partido, cabe-lhe:
- Liderar a Comissão Executiva e, em geral, o partido;
- Representar externamente o partido;
- Apresentar publicamente a posição do partido;
- Distribuir pelouros de gestão aos demais membros da Comissão Executiva.

De acordo com a Lei das precedências do Protocolo do Estado Português, o presidente da IL, tal como os líderes de outros partidos com assento parlamentar, é o 16.º na ordem de precedência no Protocolo de Estado Português.

## Presidentes da Iniciativa Liberal
| # | Presidente (Nascimento-Morte)                   | Retrato                         | Círculo eleitoral | Início do mandato      | Fim do mandato        | Primeiro-Ministro (mandato)     | Primeiro-Ministro (mandato) |
| - | ----------------------------------------------- | ------------------------------- | ----------------- | ---------------------- | --------------------- | ------------------------------- | --------------------------- |
| 1 | Miguel Jesus Neves Ferreira da Silva (1972–)    |                                 | -                 | 13 de dezembro de 2017 | 13 de outubro de 2018 | António Costa (2015-2024)       |                             |
| 2 | Carlos Manuel Guimarães Oliveira Pinto (1983–)  |                                 | Porto             | 13 de outubro de 2018  | 8 de dezembro de 2019 | António Costa (2015-2024)       |                             |
| 3 | João Fernando Cotrim de Figueiredo (1961–)      |                                 | Lisboa            | 8 de dezembro de 2019  | 22 de janeiro de 2023 | António Costa (2015-2024)       |                             |
| 4 | Rui Nuno de Oliveira Garcia da Rocha (1970–)    |                                 | Braga             | 22 de janeiro de 2023  | 31 de maio de 2025    | António Costa (2015-2024)       |                             |
| 4 | Rui Nuno de Oliveira Garcia da Rocha (1970–)    | Luís Montenegro (2024-presente) | Braga             | 22 de janeiro de 2023  | 31 de maio de 2025    |                                 |                             |
| 5 | Mariana de Lemos Quintão Correia Leitão (1982–) |                                 | Lisboa            | 19 de julho de 2025    | --                    | Luís Montenegro (2024-presente) |                             |

### Eleições Presidenciais Internas
A Iniciativa Liberal elege o seu presidente através das Eleições para a Comissão Executiva, assumindo o líder da lista funções por um período de dois anos. A Convenção Nacional da Iniciativa Liberal ocorre para a votação de vários tópicos, não ocorrendo exclusivamente para eleições de nova Comissão Executiva.
| Ano                             | Eleito(a)                 | Retrato              | Percentagem / Motivo Convenção                                                                                 | Candidato(a)         | Retrato |
| ------------------------------- | ------------------------- | -------------------- | --- | -------------------- | ------- |
| X Convenção Nacional de 2025    | Mariana Leitão            |                      | 73% Eleição para a Comissão Executiva                                                                          | Mariana Leitão (73%) |         |
| IX Convenção Nacional de 2025   | Rui Rocha                 |                      | 73,4% Eleição para a Comissão Executiva, Conselho de Jurisdição, Conselho de Fiscalização e Conselho Nacional. | Rui Rocha (73,4%)    |         |
| IX Convenção Nacional de 2025   | Rui Rocha                 | Rui Malheiro (26,6%) | 73,4% Eleição para a Comissão Executiva, Conselho de Jurisdição, Conselho de Fiscalização e Conselho Nacional. |                      |         |
| VIII Convenção Nacional de 2024 |                           |                      | Revisão estatutária.                                                                                           |                      |         |
| VII Convenção Nacional de 2023  | Rui Rocha                 |                      | 51,7% Eleição para a Comissão Executiva, Conselho de Jurisdição, Conselho de Fiscalização e Conselho Nacional. | Rui Rocha (51,7%)    |         |
| VII Convenção Nacional de 2023  | Rui Rocha                 | Carla Castro (44%)   | 51,7% Eleição para a Comissão Executiva, Conselho de Jurisdição, Conselho de Fiscalização e Conselho Nacional. |                      |         |
| VII Convenção Nacional de 2023  | Rui Rocha                 | José Cardoso (4,3%)  | 51,7% Eleição para a Comissão Executiva, Conselho de Jurisdição, Conselho de Fiscalização e Conselho Nacional. |                      |         |
| VI Convenção Nacional de 2021   | João Cotrim de Figueiredo |                      | 94,1% |                      |         |
| V Convenção Nacional de 2020    |                           |                      | Eleição para o Conselho de Jurisdição, Conselho de Fiscalização, e membros em lista para o Conselho Nacional.  |                      |         |
| IV Convenção Nacional de 2020   |                           |                      | Revisão estatutária.                                                                                           |                      |         |
| III Convenção Nacional de 2019  | João Cotrim de Figueiredo |                      | 96% |                      |         |
| II Convenção Nacional de 2018   | Carlos Guimarães Pinto    |                      | Não divulgada                                                                                                  |                      |         |
| I Convenção Nacional de 2018    | Miguel Ferreira da Silva  |                      | Não divulgada                                                                                                  |                      |         |

## Programa político
A 5 de maio de 2018, a Iniciativa Liberal aprovou o seu programa político com o slogan "Menos Estado, Mais Liberdade", construído de forma colaborativa, incluindo propostas por correio eletrónico. O partido propôs a redução do número de funcionários públicos e maior liberdade de escolha para escolas (inclusive privadas), deixando esta de estar ligada à morada do aluno. Os seus dirigentes afirmam rejeitar o espectro político esquerda e direita. É, contudo, comummente referido como sendo de direita.

### Programa para as legislativas de 2019
Entre as medidas anunciadas para as Legislativas de 2019, encontram-se:
- taxa única de IRS de 15% sobre rendimentos superiores a 650 €;[60]
- alargamento da ADSE a todos os portugueses;[61]
- liberdade de escolha da escola no sistema público e privado;[62]
- liberdade para as universidades definirem critérios de admissão.[63]

## Financiamento partidário
Em 2020 captou 15000 euros em donativos. Em 2021 angariara 243000 euros, contando-se entre os doadores Luís Amaral, acionista maioritário do jornal Observador e o presidente executivo da EDP Miguel Stilwell d'Andrade.

## Organização
Os órgãos nacionais do partido são a Convenção Nacional, a Comissão Executiva, o Conselho de Jurisdição, o Conselho de Fiscalização e o Conselho Nacional, possuindo ainda núcleos territoriais nos Açores, Almada, Amadora, Aveiro, Braga, Cascais, Coimbra, Évora, Faro, Felgueiras, Gondomar, Guimarães, Leiria, Lisboa, Loures, Madeira, Mafra, Maia, Matosinhos, Montijo, Odivelas, Oeiras, Porto, Póvoa de Varzim, Santa Maria da Feira, Santarém, Seixal, Setúbal, Sintra, Viana do Castelo, Vila Nova de Famalicão, Vila Nova de Gaia e Viseu. A Iniciativa Liberal não tem estruturas a nível distrital nem uma juventude partidária.

#### Mandatos relevantes
| Deputados nacionais 2024-2025 (8) por círculo eleitoral | Deputados nacionais 2024-2025 (8) por círculo eleitoral | Deputados nacionais 2024-2025 (8) por círculo eleitoral | Deputados nacionais 2024-2025 (8) por círculo eleitoral |
| CE                                                      | Deputado(a)                                             | CE                                                      | Deputado(a)                                             |
| ------------------------------------------------------- | ------------------------------------------------------- | ------------------------------------------------------- | ------------------------------------------------------- |
| L                                                       | Bernardo Blanco                                         | BR                                                      | Rui Rocha                                               |
| L                                                       | Mariana Leitão                                          | P                                                       | Carlos Guimarães Pinto                                  |
| L                                                       | Rodrigo Saraiva                                         | P                                                       | Patrícia Gilvaz                                         |
| AV                                                      | Mário Amorim Lopes                                      | Mário Amorim Lopes                                      | Mário Amorim Lopes                                      |
| SE                                                      | Joana Cordeiro                                          | Joana Cordeiro                                          | Joana Cordeiro                                          |

| Deputados nacionais 2022-2024 (8) por círculo eleitoral | Deputados nacionais 2022-2024 (8) por círculo eleitoral | Deputados nacionais 2022-2024 (8) por círculo eleitoral | Deputados nacionais 2022-2024 (8) por círculo eleitoral |
| CE                                                      | Deputado(a)                                             | CE                                                      | Deputado(a)                                             |
| ------------------------------------------------------- | ------------------------------------------------------- | ------------------------------------------------------- | ------------------------------------------------------- |
| L                                                       | João Cotrim de Figueiredo                               | BR                                                      | Rui Rocha                                               |
| L                                                       | Carla Castro                                            | P                                                       | Carlos Guimarães Pinto                                  |
| L                                                       | Rodrigo Saraiva                                         | P                                                       | Patrícia Gilvaz                                         |
| L                                                       | Bernardo Blanco                                         | SE                                                      | Joana Cordeiro                                          |

| Deputados regionais (2) por região autónoma | Deputados regionais (2) por região autónoma |
| RA                                          | Deputado(a)                                 |
| ------------------------------------------- | ------------------------------------------- |
| AÇ (2020-2024) (2024-2028)                  | Nuno Barata                                 |
| RA                                          | Deputado(a)                                 |
| MA (2023-2024) (2024-2025)                  | Nuno Morna                                  |

| Deputados municipais 2021-2025 (26) por concelho | Deputados municipais 2021-2025 (26) por concelho     | Deputados municipais 2021-2025 (26) por concelho | Deputados municipais 2021-2025 (26) por concelho |
| C                                                | Deputado(a)                                          | C                                                | Deputado(a)                                      |
| ------------------------------------------------ | ---------------------------------------------------- | ------------------------------------------------ | ------------------------------------------------ |
| BRG                                              | Bruno Machado                                        | MTS                                              | José Leirós                                      |
| BTL                                              | Ricardo Vala                                         | MTS                                              | Sónia Lopes                                      |
| CSC                                              | Vasco Varela                                         | ODM                                              | Ana Paula Pereira                                |
| GDM                                              | João Resende Figueiredo                              | ODV                                              | André Francisco                                  |
| GMR                                              | Pedro Teixeira Santos                                | OER                                              | Mariana Leitão                                   |
| LRA                                              | Telmo Marques                                        | PDL                                              | Alexandra Carvalho e Cunha                       |
| LRS                                              | Pedro Almeida                                        | PVZ                                              | António Teixeira                                 |
| LSB                                              | Miguel Ferreira da Silva                             | SNT                                              | Eunice da Conceição Baeta                        |
| LSB                                              | Rodrigo Mello Gonçalves                              | STB                                              | Flávio Lança                                     |
| LSB                                              | Angélique da Teresa                                  | SVC                                              | Bernardina da Silva Gonçalves                    |
| MAI                                              | Raquel Martins (2021-2022) Catarina Maia (2022-2023) | SVC                                              | João de Castro de Sousa                          |
| MFR                                              | Nuno Simões de Melo (2021-2023) Edgar Boneco (2023)  | VFR                                              | Carlos Martins                                   |
| MTJ                                              | André Ribeiro                                        | VNG                                              | Rui Leite Castro                                 |

#### Comissão Executiva
A Comissão Executiva em funções foi eleita na X Convenção Nacional da Iniciativa Liberal, realizada em Alcobaça no dia 19 de julho de 2025. De acordo com os Estatutos da Iniciativa Liberal, o seu mandato é válido por um período de dois anos.
Presidente: Mariana Leitão
Secretário-Geral: Rui Ribeiro
Vice-Presidentes:
1º VP - Ricardo Pais Oliveira
2ª VP - Mário Amorim Lopes
3º VP - André Abrantes Amaral
4ª VP - Paulo Trezentos
Tesoureiro: Paulo Alcarva
Vogais:
- Nuno Barata
- Gonçalo Maia Camelo
- Jorge Miguel Teixeira
- João Alves Ambrósio
- Sílvia Abreu
- Pedro Almeida
- Gonçalo Cordeiro
- Daniel Gonçalves
- Marta Von Fridden
- Flávio Lança
- Marta Pereira
- Nuno Möller
- Eunice Baeta
- João Cascão
- Paulo Ventura
- Fabiana Freitas
- Pedro Roque
- Tiago Oliveira Martins

#### Mesa do Conselho Nacional
O Conselho Nacional em funções iniciou o seu mandato de dois anos na IX Convenção Nacional da Iniciativa Liberal, realizada em Loures nos dias 1 e 2 de fevereiro de 2025.
Presidente - Pedro Ferreira
Vice-presidente - João Resende Figueiredo
Secretárias:
1.ª Secretária - Susana Bicho
2.ª Secretário - Rogério Quintas

#### Conselho de Jurisdição
O Conselho de Jurisdição em funções iniciou o seu mandato de dois anos na IX Convenção Nacional da Iniciativa Liberal, realizada em Loures nos dias 1 e 2 de fevereiro de 2025.
Presidente: Miguel Barbosa
Membros:
- Ana Caio
- Maria da Luz Costa
- Armando Pereira
- Ricardo Pereira
- João Quintas
- Luís Monteiro
- Ana Catarina Mota
- Paula Carvalho
- Bruno Machado
- Carla Abreu

#### Conselho de Fiscalização
O Conselho de Fiscalização em funções iniciou o seu mandato de dois anos na IX Convenção Nacional da Iniciativa Liberal, realizada em Loures nos dias 1 e 2 de fevereiro de 2025.
Presidente: Bruno Horta Soares
Membros:
- Óscar Veloso
- Paulo Trezentos
- António Pedro Mata
- Diamantino Costa

## Resultados eleitorais

### Eleições legislativas[72]
| Data | Líder                  | CI. | Votos   | %             | +/-  | Deputados | +/-     | Status   |
| ---- | ---------------------- | --- | ------- | ------------- | ---- | --------- | ------- | -------- |
| 2019 | Carlos Guimarães Pinto | 8.º | 67 681  | 1,29 / 100,00 |      | 1 / 230   |         | Oposição |
| 2022 | João Cotrim Figueiredo | 4.º | 273 399 | 4,91 / 100,00 | 3,62 | 8 / 230   | 7       | Oposição |
| 2024 | Rui Rocha              | 4.º | 319 685 | 4,94 / 100,00 | 0,03 | 8 / 230   | Estável | Oposição |
| 2025 | Rui Rocha              | 4.º | 338 664 | 5,36 / 100,00 | 0,42 | 9 / 230   | 1       | Oposição |

#### Aveiro
| Data | CI. | Votos  | %             | +/-  | Deputados | +/-     |
| ---- | --- | ------ | ------------- | ---- | --------- | ------- |
| 2019 | 7.º | 3 582  | 1,02 / 100,00 |      | 0 / 16    |         |
| 2022 | 4.º | 16 294 | 4,47 / 100,00 | 3,45 | 0 / 16    | Estável |
| 2024 | 4.º | 21 671 | 5,11 / 100,00 | 0,64 | 1 / 16    | 1       |

#### Beja
| Data | CI.  | Votos | %             | +/-  | Deputados | +/-     |
| ---- | ---- | ----- | ------------- | ---- | --------- | ------- |
| 2019 | 10.º | 279   | 0,43 / 100,00 |      | 0 / 3     |         |
| 2022 | 6.º  | 1 388 | 2,06 / 100,00 | 1,63 | 0 / 3     | Estável |
| 2024 | 6.º  | 1 708 | 2,22 / 100,00 | 0,16 | 0 / 3     | Estável |

#### Braga
| Data | CI. | Votos  | %             | +/-  | Deputados | +/-     |
| ---- | --- | ------ | ------------- | ---- | --------- | ------- |
| 2019 | 7.º | 3 804  | 0,82 / 100,00 |      | 0 / 19    |         |
| 2022 | 4.º | 21 432 | 4,33 / 100,00 | 3,51 | 1 / 19    | 1       |
| 2022 | 4.º | 33 930 | 6,10 / 100,00 | 1,77 | 1 / 19    | Estável |

#### Bragança
| Data | CI.  | Votos | %             | +/-  | Deputados | +/-     |
| ---- | ---- | ----- | ------------- | ---- | --------- | ------- |
| 2019 | 11.º | 271   | 0,43 / 100,00 |      | 0 / 3     |         |
| 2022 | 6.º  | 1 049 | 1,60 / 100,00 | 1,17 | 0 / 3     | Estável |
| 2024 | 6.º  | 1 245 | 1,71 / 100,00 | 0,11 | 0 / 3     | Estável |

#### Castelo Branco
| Data | CI.  | Votos | %             | +/-  | Deputados | +/-     |
| ---- | ---- | ----- | ------------- | ---- | --------- | ------- |
| 2019 | 11.º | 543   | 0,58 / 100,00 |      | 0 / 3     |         |
| 2022 | 6.º  | 2 443 | 2,55 / 100,00 | 1,97 | 0 / 3     | Estável |
| 2024 | 5.º  | 2 959 | 2,73 / 100,00 | 0,18 | 0 / 3     | Estável |

#### Coimbra
| Data | CI.  | Votos | %             | +/-  | Deputados | +/-     |
| ---- | ---- | ----- | ------------- | ---- | --------- | ------- |
| 2019 | 10.º | 1 676 | 0,82 / 100,00 |      | 0 / 9     |         |
| 2022 | 5.º  | 7 779 | 3,62 / 100,00 | 2,80 | 0 / 9     | Estável |
| 2024 | 5.º  | 9 587 | 3,96 / 100,00 | 0,34 | 0 / 9     | Estável |

#### Évora
| Data | CI.  | Votos | %             | +/-  | Deputados | +/-     |
| ---- | ---- | ----- | ------------- | ---- | --------- | ------- |
| 2019 | 10.º | 490   | 0,66 / 100,00 |      | 0 / 3     |         |
| 2022 | 6.º  | 1 947 | 2,47 / 100,00 | 1,81 | 0 / 3     | Estável |
| 2024 | 6.º  | 2 227 | 2,49 / 100,00 | 0,02 | 0 / 3     | Estável |

#### Faro
| Data | CI.  | Votos  | %             | +/-  | Deputados | +/-     |
| ---- | ---- | ------ | ------------- | ---- | --------- | ------- |
| 2019 | 10.º | 1 424  | 0,82 / 100,00 |      | 0 / 9     |         |
| 2022 | 6.º  | 9 042  | 4,64 / 100,00 | 3,82 | 0 / 9     | Estável |
| 2024 | 5.º  | 10 761 | 4,56 / 100,00 | 0,08 | 0 / 9     | Estável |

#### Guarda
| Data | CI. | Votos | %             | +/-  | Deputados | +/-     |
| ---- | --- | ----- | ------------- | ---- | --------- | ------- |
| 2019 | 8.º | 461   | 0,60 / 100,00 |      | 0 / 3     |         |
| 2022 | 6.º | 1 487 | 1,93 / 100,00 | 1,33 | 0 / 3     | Estável |
| 2024 | 6.º | 1 913 | 2,25 / 100,00 | 0,32 | 0 / 3     | Estável |

#### Leiria
| Data | CI. | Votos  | %             | +/-  | Deputados | +/-     |
| ---- | --- | ------ | ------------- | ---- | --------- | ------- |
| 2019 | 9.º | 2 054  | 0,92 / 100,00 |      | 0 / 10    |         |
| 2022 | 4.º | 12 400 | 5,26 / 100,00 | 4,34 | 0 / 10    | Estável |
| 2024 | 4.º | 15 446 | 5,65 / 100,00 | 0,39 | 0 / 10    | Estável |

#### Lisboa
| Data | CI. | Votos  | %             | +/-  | Deputados | +/- |
| ---- | --- | ------ | ------------- | ---- | --------- | --- |
| 2019 | 7.º | 27 166 | 2,47 / 100,00 |      | 1 / 48    |     |
| 2022 | 3.º | 93 341 | 7,90 / 100,00 | 5,43 | 4 / 48    | 3   |
| 2022 | 4.º | 86 847 | 6,58 / 100,00 | 1,32 | 3 / 48    | 1   |

#### Portalegre
| Data | CI.  | Votos | %             | +/-  | Deputados | +/-     |
| ---- | ---- | ----- | ------------- | ---- | --------- | ------- |
| 2019 | 11.º | 255   | 0,49 / 100,00 |      | 0 / 2     |         |
| 2022 | 6.º  | 1 115 | 2,08 / 100,00 | 1,59 | 0 / 2     | Estável |
| 2024 | 6.º  | 1 146 | 1,89 / 100,00 | 0,19 | 0 / 2     | Estável |

#### Porto
| Data | CI. | Votos  | %             | +/-  | Deputados | +/-     |
| ---- | --- | ------ | ------------- | ---- | --------- | ------- |
| 2019 | 7.º | 14 221 | 1,52 / 100,00 |      | 0 / 40    |         |
| 2022 | 3.º | 50 359 | 5,11 / 100,00 | 3,59 | 2 / 40    | 2       |
| 2024 | 4.º | 64 050 | 5,75 / 100,00 | 0,64 | 2 / 40    | Estável |

#### Santarém
| Data | CI.  | Votos | %             | +/-  | Deputados | +/-     |
| ---- | ---- | ----- | ------------- | ---- | --------- | ------- |
| 2019 | 10.º | 1 605 | 0,78 / 100,00 |      | 0 / 9     |         |
| 2022 | 6.º  | 8 219 | 3,77 / 100,00 | 2,99 | 0 / 9     | Estável |
| 2024 | 6.º  | 9 492 | 3,78 / 100,00 | 0,01 | 0 / 9     | Estável |

#### Setúbal
| Data | CI. | Votos  | %             | +/-  | Deputados | +/-     |
| ---- | --- | ------ | ------------- | ---- | --------- | ------- |
| 2019 | 9.º | 4 133  | 1,05 / 100,00 |      | 0 / 18    |         |
| 2022 | 6.º | 22 217 | 5,13 / 100,00 | 4,08 | 1 / 18    | 1       |
| 2024 | 6.º | 26 941 | 5,36 / 100,00 | 0,23 | 1 / 19    | Estável |

#### Viana do Castelo
| Data | CI. | Votos | %             | +/-  | Deputados | +/-     |
| ---- | --- | ----- | ------------- | ---- | --------- | ------- |
| 2019 | 9.º | 692   | 0,57 / 100,00 |      | 0 / 6     |         |
| 2022 | 7.º | 3 651 | 2,87 / 100,00 | 2,30 | 0 / 6     | Estável |
| 2024 | 4.º | 5 106 | 3,57 / 100,00 | 0,70 | 0 / 5     | Estável |

#### Vila Real
| Data | CI.  | Votos | %             | +/-  | Deputados | +/-     |
| ---- | ---- | ----- | ------------- | ---- | --------- | ------- |
| 2019 | 12.º | 425   | 0,42 / 100,00 |      | 0 / 5     |         |
| 2022 | 5.º  | 1 898 | 1,80 / 100,00 | 1,38 | 0 / 5     | Estável |
| 2022 | 6.º  | 2 378 | 2,03 / 100,00 | 0,23 | 0 / 5     | Estável |

#### Viseu
| Data | CI.  | Votos | %             | +/-  | Deputados | +/-     |
| ---- | ---- | ----- | ------------- | ---- | --------- | ------- |
| 2019 | 10.º | 974   | 0,55 / 100,00 |      | 0 / 8     |         |
| 2022 | 5.º  | 4 658 | 2,53 / 100,00 | 1,98 | 0 / 8     | Estável |
| 2024 | 5.º  | 5 948 | 2,81 / 100,00 | 0,28 | 0 / 8     | Estável |

#### Madeira
| Data | CI.  | Votos | %             | +/-  | Deputados | +/-     |
| ---- | ---- | ----- | ------------- | ---- | --------- | ------- |
| 2019 | 10.º | 922   | 0,71 / 100,00 |      | 0 / 6     |         |
| 2022 | 5.º  | 4 241 | 3,34 / 100,00 | 2,63 | 0 / 6     | Estável |
| 2022 | 5.º  | 5 827 | 3,89 / 100,00 | 0,55 | 0 / 6     | Estável |

#### Açores
| Data | CI.  | Votos | %             | +/-  | Deputados | +/-     |
| ---- | ---- | ----- | ------------- | ---- | --------- | ------- |
| 2019 | 10.º | 568   | 0,68 / 100,00 |      | 0 / 5     |         |
| 2022 | 5.º  | 3 454 | 4,11 / 100,00 | 3,43 | 0 / 5     | Estável |
| 2024 | 5.º  | 2 882 | 2,71 / 100,00 | 1,40 | 0 / 5     | Estável |

#### Europa
| Data | CI.  | Votos | %             | +/-  | Deputados | +/-     |
| ---- | ---- | ----- | ------------- | ---- | --------- | ------- |
| 2019 | 11.º | 874   | 0,81 / 100,00 |      | 0 / 2     |         |
| 2022 | 5.º  | 2 700 | 2,47 / 100,00 | 1,66 | 0 / 2     | Estável |
| 2022 | 5.º  | 5 719 | 2,44 / 100,00 | 0,03 | 0 / 2     | Estável |

#### Fora da Europa
| Data | CI. | Votos | %             | +/-  | Deputados | +/-     |
| ---- | --- | ----- | ------------- | ---- | --------- | ------- |
| 2019 | 7.º | 1 262 | 2,51 / 100,00 |      | 0 / 2     |         |
| 2022 | 5.º | 2 285 | 3,55 / 100,00 | 1,04 | 0 / 2     | Estável |
| 2024 | 5.º | 1 902 | 1,92 / 100,00 | 1,63 | 0 / 2     | Estável |

### Eleições europeias
| Data | Cabeça-de-lista        | CI.  | Votos   | %             | +/-  | Deputados | +/- |
| ---- | ---------------------- | ---- | ------- | ------------- | ---- | --------- | --- |
| 2019 | Ricardo Arroja         | 11.º | 29 120  | 0,88 / 100,00 |      | 0 / 21    |     |
| 2024 | João Cotrim Figueiredo | 4.º  | 358 323 | 9,07 / 100,00 | 8.19 | 2 / 21    | 2   |

### Eleições presidenciais
| Data | Candidato apoiado     | 1.ª volta | 1.ª volta | 1.ª volta     |
| Data | Candidato apoiado     | Cl.       | Votos     | %             |
| ---- | --------------------- | --------- | --------- | ------------- |
| 2021 | Tiago Mayan Gonçalves | 6.º       | 134.484   | 3,22 / 100,00 |

### Eleições regionais

#### Açores
| Data | Cabeça-de-lista | CI. | Votos | %             | +/-  | Deputados | +/-     | Status                                             |
| ---- | --------------- | --- | ----- | ------------- | ---- | --------- | ------- | -------------------------------------------------- |
| 2020 | Nuno Barata     | 7.º | 2 012 | 1,93 / 100,00 | Novo | 1 / 57    | Novo    | Apoio parlamentar (2020-2023) Oposição (2023-2024) |
| 2024 | Nuno Barata     | 5.º | 2 482 | 2,15 / 100,00 | 0,22 | 1 / 57    | Estável | Oposição                                           |

#### Madeira
| Data | Cabeça-de-lista | CI.  | Votos | %             | +/-  | Deputados | +/-     | Status            |
| ---- | --------------- | ---- | ----- | ------------- | ---- | --------- | ------- | ----------------- |
| 2019 | Nuno Morna      | 12.º | 762   | 0,53 / 100,00 | Novo | 0 / 47    | Novo    | Extra-parlamentar |
| 2023 | Nuno Morna      | 6.º  | 3 555 | 2,63 / 100,00 | 2,1  | 1 / 47    | 1       | Oposição          |
| 2024 | Nuno Morna      | 6.º  | 3 482 | 2,56 / 100,00 | 0,7  | 1 / 47    | Estável | Oposição          |

### Eleições autárquicas
Os resultados apresentados nesta secção excluem os relativos às coligações integradas pelo partido. São apresentados apenas os dos concelhos e das freguesias onde a IL concorreu sozinho.

#### Câmaras Municipais
| Data | CI.  | Votos  | %             | +/- | Presidentes CM | +/- | Vereadores | +/- | Ref    |
| ---- | ---- | ------ | ------------- | --- | -------------- | --- | ---------- | --- | ------ |
| 2021 | 12.º | 64 849 | 1,30 / 100,00 |     | 0 / 308        |     | 0 / 2 064  |     | [ 75 ] |

#### Assembleias Municipais
| Data | CI.  | Votos  | %             | +/- | Deputados  | +/- | Ref    |
| ---- | ---- | ------ | ------------- | --- | ---------- | --- | ------ |
| 2021 | 10.º | 76 349 | 1,53 / 100,00 |     | 26 / 6 448 |     | [ 75 ] |

#### Assembleias de Freguesia
| Data | CI.  | Votos  | %             | +/- | Deputados   | +/- | Ref    |
| ---- | ---- | ------ | ------------- | --- | ----------- | --- | ------ |
| 2021 | 12.º | 49 832 | 1,00 / 100,00 |     | 45 / 26 788 |     | [ 75 ] |